# Phyllocladus hypophyllus
Phyllocladus hypophyllus là một loài thực vật hạt trần trong họ Thông tre. Loài này được Hook.f. miêu tả khoa học đầu tiên năm 1852.